# Tratado

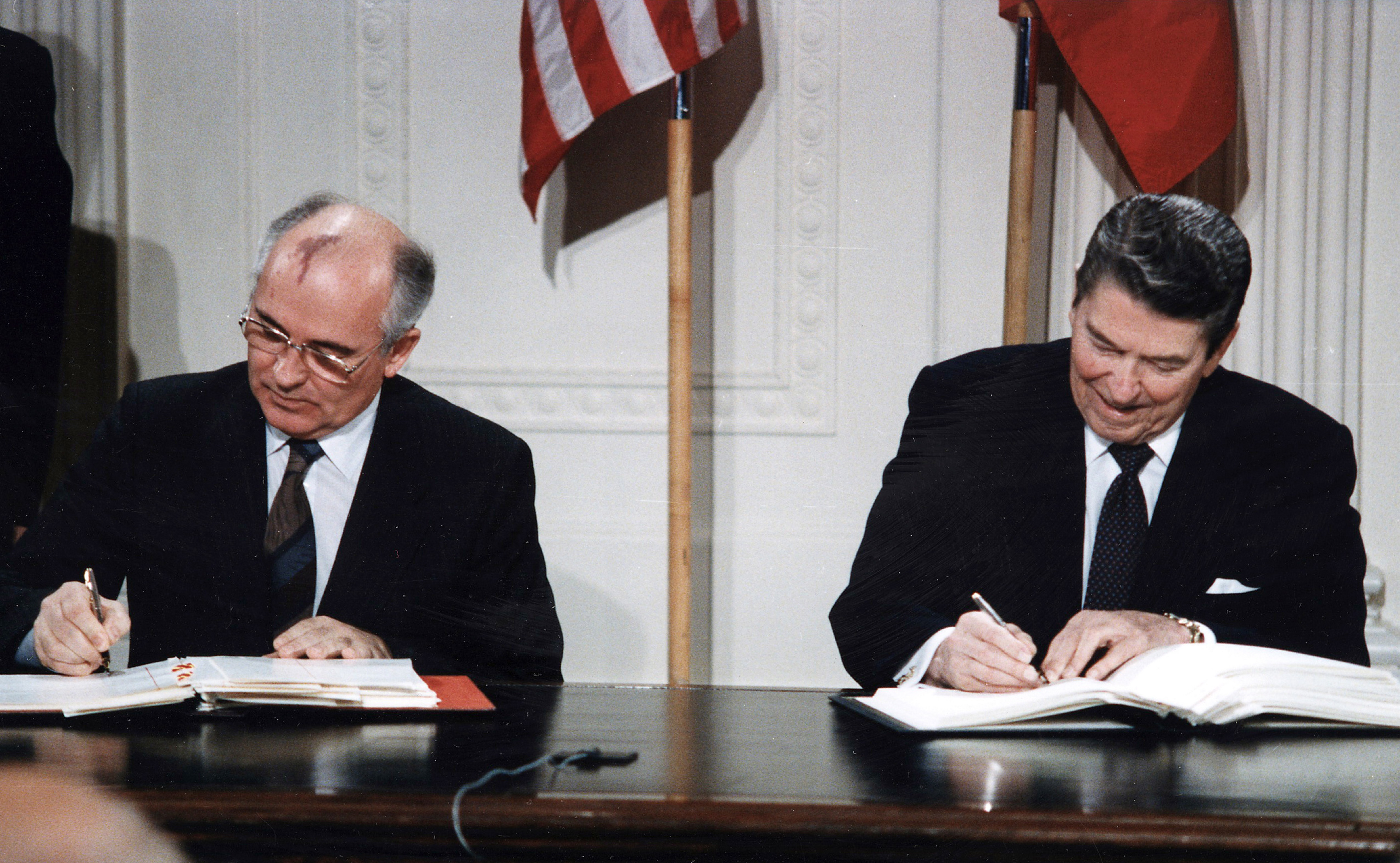
O Secretário Geral da União Soviética, Mikhail Gorbachev, e o presidente dos Estados Unidos, Ronald Reagan, assinam o Tratado de Forças Nucleares de Alcance Intermediário na Casa Branca, pelo qual as então duas superpotências renunciavam aos foguetes lançados da terra de alcance médio ou intermediário, de 500 a 5 500 quilômetros, em 1987

Um tratado internacional é um acordo resultante da convergência das vontades de dois ou mais sujeitos de direito internacional, formalizada num texto escrito, com o objetivo de produzir efeitos jurídicos no plano internacional. Em outras palavras, o tratado é um meio pelo qual sujeitos de direito internacional – principalmente os Estados nacionais e as organizações internacionais – estipulam direitos e obrigações entre si.
Com o desenvolvimento da sociedade internacional e a intensificação das relações entre as nações, os tratados, os costumes e os princípios norteadores de Direito, tornaram-se as principais fonte de direito internacional existente, e atualmente assumem função semelhante às exercidas pelas leis e contratos no direito interno dos Estados, ao regulamentarem as mais variadas relações jurídicas entre países e organizações internacionais, sobre os mais variados campos do conhecimento humano. Os Estados e as organizações internacionais (e outros sujeitos de direito internacional) que celebram um determinado tratado são chamados “Partes Contratantes” (ou simplesmente “Partes”) a este tratado.
Os tratados assentam-se sobre princípios costumeiros bem consolidados e, desde o século XX, em normas escritas, especialmente a Convenção de Viena sobre Direito dos Tratados (CVDT), de 1969. Dentre estes princípios, destacam-se o princípio lógico-jurídico pacta sunt servanda (em latim, literalmente, “os acordos devem ser cumpridos”) e o princípio do cumprimento de boa fé, ambos presentes no costume internacional e no artigo 26 da CVDT. Uma outra Convenção de Viena, de 1986, regula o direito dos tratados celebrados entre Estados e organizações internacionais, e entre estas.

## História

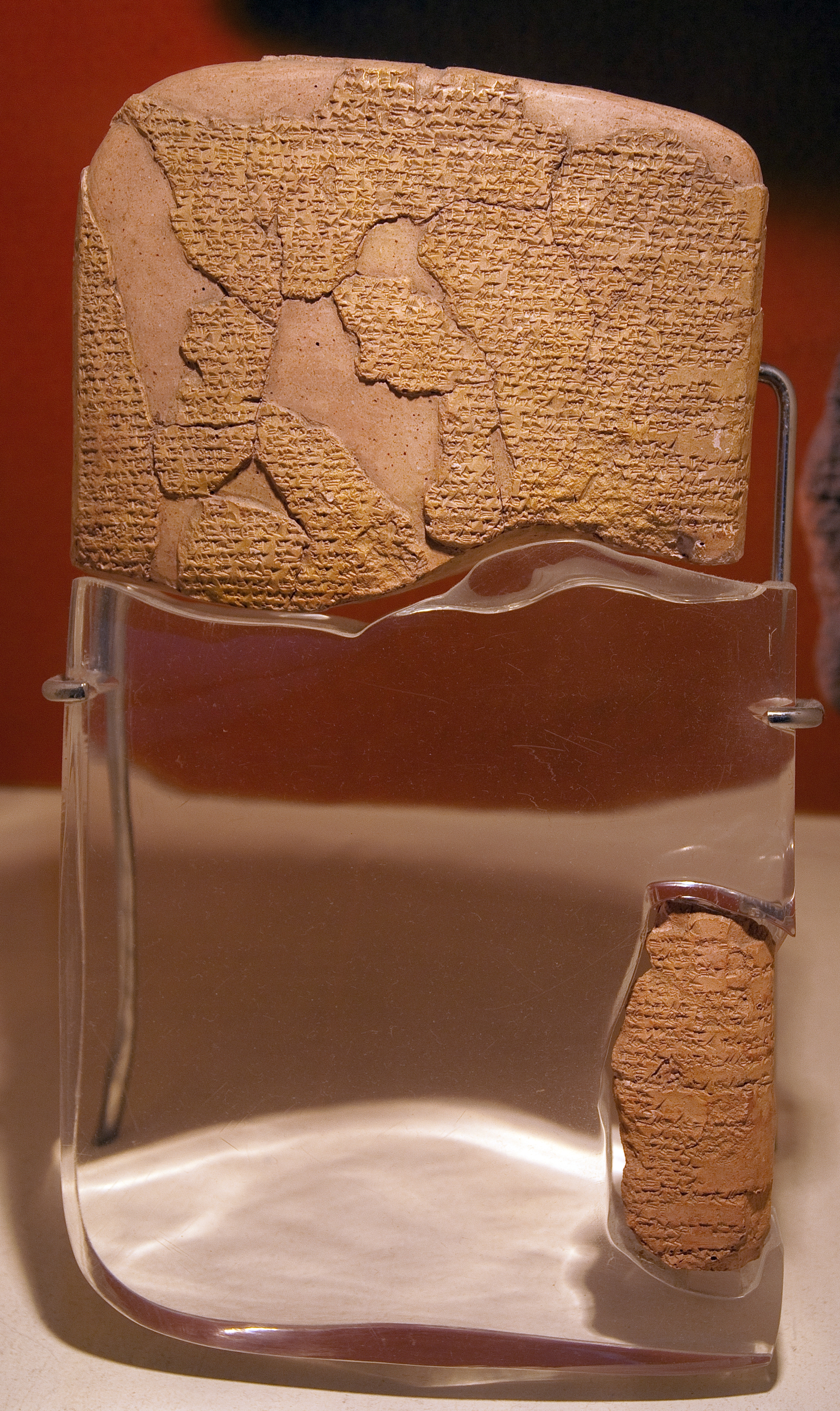
O Tratado de Cadexe, um dos primeiros exemplos registrados de um tratado internacional, foi celebrado no século XIII a.C. entre o faraó Ramessés II e Hatusil III, rei dos hititas. Exemplar do Museu de Arqueologia de Istambul, Turquia

O direito dos tratados, sempre baseado em alguns princípios gerais como o livre consentimento, a boa fé e o pacta sunt servanda, era regulado desde o princípio da civilização até o século XX pelo costume jurídico, que lhe definia as formas de constituição, alteração, extinção e efeitos. As regras costumeiras foram codificadas naquele século pela Convenção de Viena sobre Direito dos Tratados (CVDT). Produto do trabalho da Comissão de Direito Internacional das Nações Unidas, a CVDT foi celebrada em 22 de maio de 1969 e entrou em vigor em 27 de janeiro de 1980.
Embora a notícia de outros tratados do início da civilização tenha chegado até os dias de hoje, o seu mais antigo registro seguro é o acordo de paz celebrado entre Hatusil III, rei dos hititas, e Ramessés II, faraó egípcio. Este acordo, que ficou conhecido como tratado de Cadexe, foi celebrado por volta de 1280 a 1 272 a.C. e pôs fim à guerra nas terras sírias.
Até o século XIX a maioria dos tratados era bilateral (ver Classificação), embora ocasionalmente alguns acordos pudessem envolver mais de um país, e todos davam-se entre Estados. Naquele século, a complexidade crescente da vida moderna e da sociedade internacional exigiu a participação de grande número de países em alguns tratados que versavam sobre importantes temas comuns a todos, como as telecomunicações e os serviços postais internacionais (que levaram à assinatura de tratados que criaram a UIT em 1865 e a UPU em 1874: as duas primeiras organizações internacionais). Outra novidade da época foi a participação dos parlamentos na aprovação dos tratados (ver Procedimento interno).
No século XX, as organizações internacionais, criadas em número crescente, passaram a ser contadas entre os sujeitos de direito internacional habilitados a celebrar tratados. O século também assistiu ao fenômeno da codificação do direito internacional, isto é, a transformação de suas regras costumeiras em regras convencionais, escritas em tratados. A codificação e o dinamismo da sociedade contemporânea deram causa ao crescimento exponencial do número de tratados celebrados no século XX. A Coleção de Tratados das Nações Unidas, por exemplo, registra a existência de 158 mil tratados “e atos relacionados subsequentes” registrados entre dezembro de 1946 e janeiro de 2005, ademais de 517 grandes tratados multilaterais depositados na ONU até janeiro de 2006.

## Terminologia

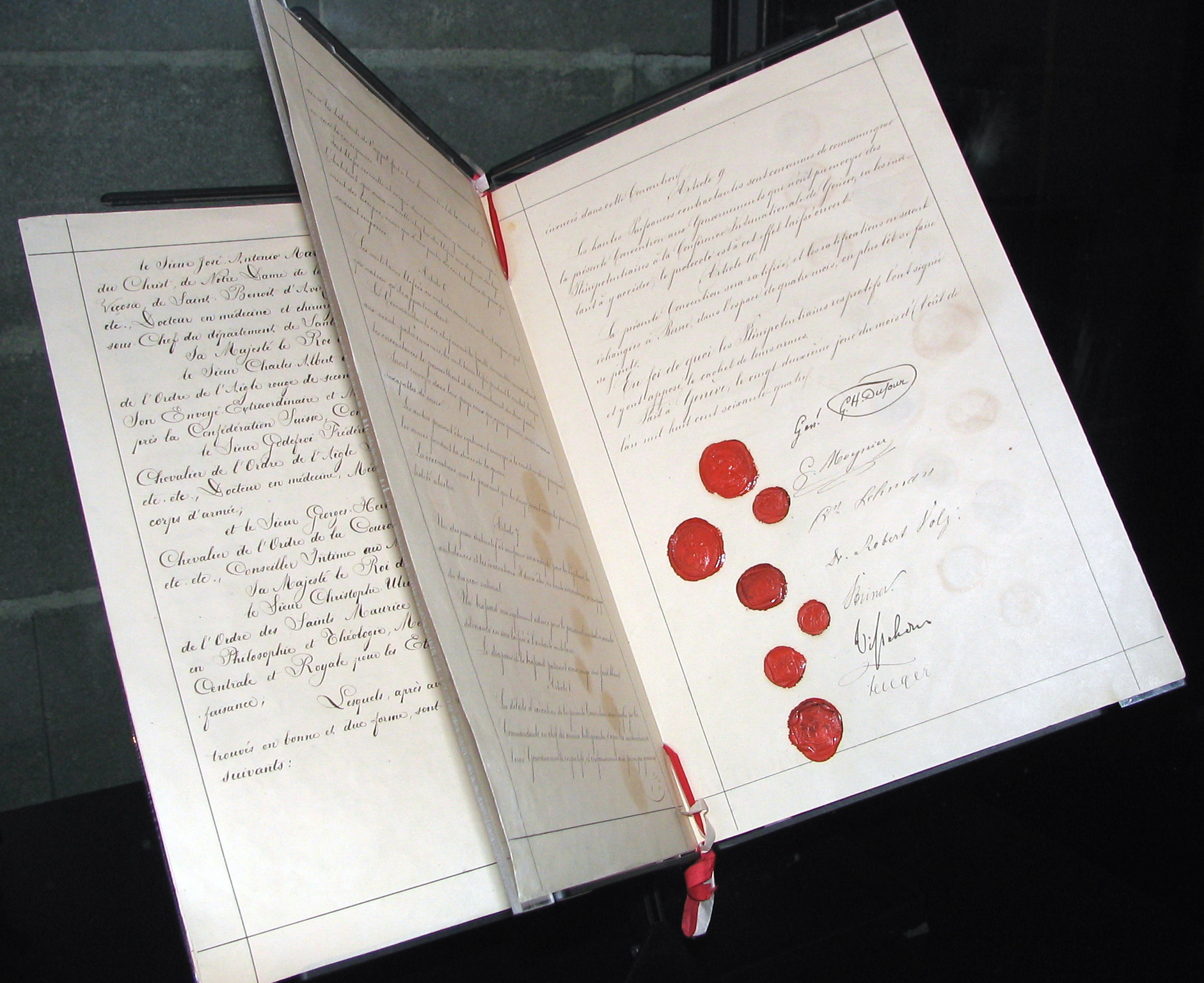
Foto da Primeira Convenção de Genebra, sobre a proteção dos prisioneiros de guerra (1864)

A prática internacional registra o uso livre dos diversos sinônimos da palavra “tratado” – convenção, acordo, protocolo etc. A rigor, do ponto de vista jurídico, tais nomes importam pouco e não são aplicados de maneira coerente. Existe, porém, em alguns casos, o hábito, nem sempre seguido, de se atribuir a certos tratados nomes específicos, como por exemplo:
- convenção: costuma ser multilateral (i.e., dela participa um número considerável de países) e dispor acerca das grandes províncias ou dos grandes temas do direito internacional,[9] como a Convenção de Viena sobre Relações Diplomáticas (1961) ou as Convenções de Genebra (1864-1949).
- acordo: usualmente bilateral ou plurilateral, pode ser também multilateral; é um termo genérico para tratado; e.g. Acordo de Camp David.
- protocolo: costuma ser um tratado acessório a, ou resultante de, um tratado principal,[9] como o Protocolo Adicional à Convenção Interamericana sobre Cartas Rogatórias (1979).
- memorando de entendimento: às vezes (mas nem sempre) designa tratados sobre temas técnicos ou específicos, como o Memorando de Entendimento sobre Cooperação entre as Academias Diplomáticas entre Brasil e Colômbia (2005).
- concordata: é o tratado celebrado entre um Estado e a Santa Sé,[8][9] como a Concordata de Bolonha.
- tratado: costuma dar nome a atos especialmente solenes,[9] como o Tratado para a Constituição de um Mercado Comum entre a República Federativa do Brasil, a República Argentina, a República do Paraguai e a República Oriental do Uruguai, também conhecido como Tratado de Assunção (1991).
- carta ou constituição: costuma designar tratados constitutivos de organizações internacionais,[8][9] como a constituição da OIT ou a Carta da ONU.

A proliferação de sinônimos pode causar certa confusão quanto à natureza jurídica do texto. Por exemplo, diante de um texto denominado “memorando de entendimento” celebrado entre dois Estados, o analista pode indagar se se trata de um tratado ou apenas de uma declaração de boa-vontade. Será um tratado se estipular direitos e obrigações e se estiver claro que as Partes o celebraram com o intuito de vincular-se (obrigatoriamente) às suas disposições.

## Condições de validade
São condições de validade dos tratados internacionais:
- capacidade das Partes Contratantes;
- habilitação dos agentes signatários;
- consentimento mútuo;
- formalidade; e
- objeto lícito e possível.

### Capacidade das partes contratantes
Somente aos sujeitos de direito internacional se reconhece o chamado direito convencional (ou treaty-making power, em inglês). Em outras palavras, como regra geral, apenas os Estados nacionais, as organizações internacionais, a Santa Sé e os beligerantes e insurgentes podem celebrar tratados. Os estados federados (membros de uma federação) somente podem concluir tratados caso estejam autorizados para tanto pela respectiva União federal (não é o caso do Brasil).
As organizações internacionais podem celebrar tratados desde que o seu ato constitutivo o autorize. A Santa Sé, embora não seja um Estado nacional na definição clássica, exerce, tradicionalmente, o direito convencional. Alguns juristas entendem que os beligerantes e os insurgentes só podem concluir tratados sobre o conflito em que estejam envolvidos.

### Habilitação dos agentes signatários
Os sujeitos de direito internacional concedem uma autorização formal para que seus agentes negociem e concluam um tratado, chamada "plenos poderes". Os agentes signatários também são chamados de "plenipotenciários". Os atos relativos ao tratado, tomados por pessoa sem plenos poderes, não têm efeito legal, a não ser que o respectivo Estado os confirme.
A "carta de plenos poderes" é o instrumento que contém esta autorização e deve ser trocada pelos agentes signatários, no caso de um tratado bilateral, ou depositada junto a um Estado ou organização internacional (“depositário”), no caso de tratado multilateral.
Os Chefes de Estado e de Governo e os Ministros do Exterior estão dispensados da apresentação dos plenos poderes. Considera-se que os chefes de missão diplomática dispõem de plenos poderes para os tratados negociados e concluídos com o Estado junto ao qual estão acreditados. O mesmo se aplica aos chefes de delegações acreditados a uma conferência internacional, para os tratados originados naquela conferência.

### Consentimento mútuo e formalidade

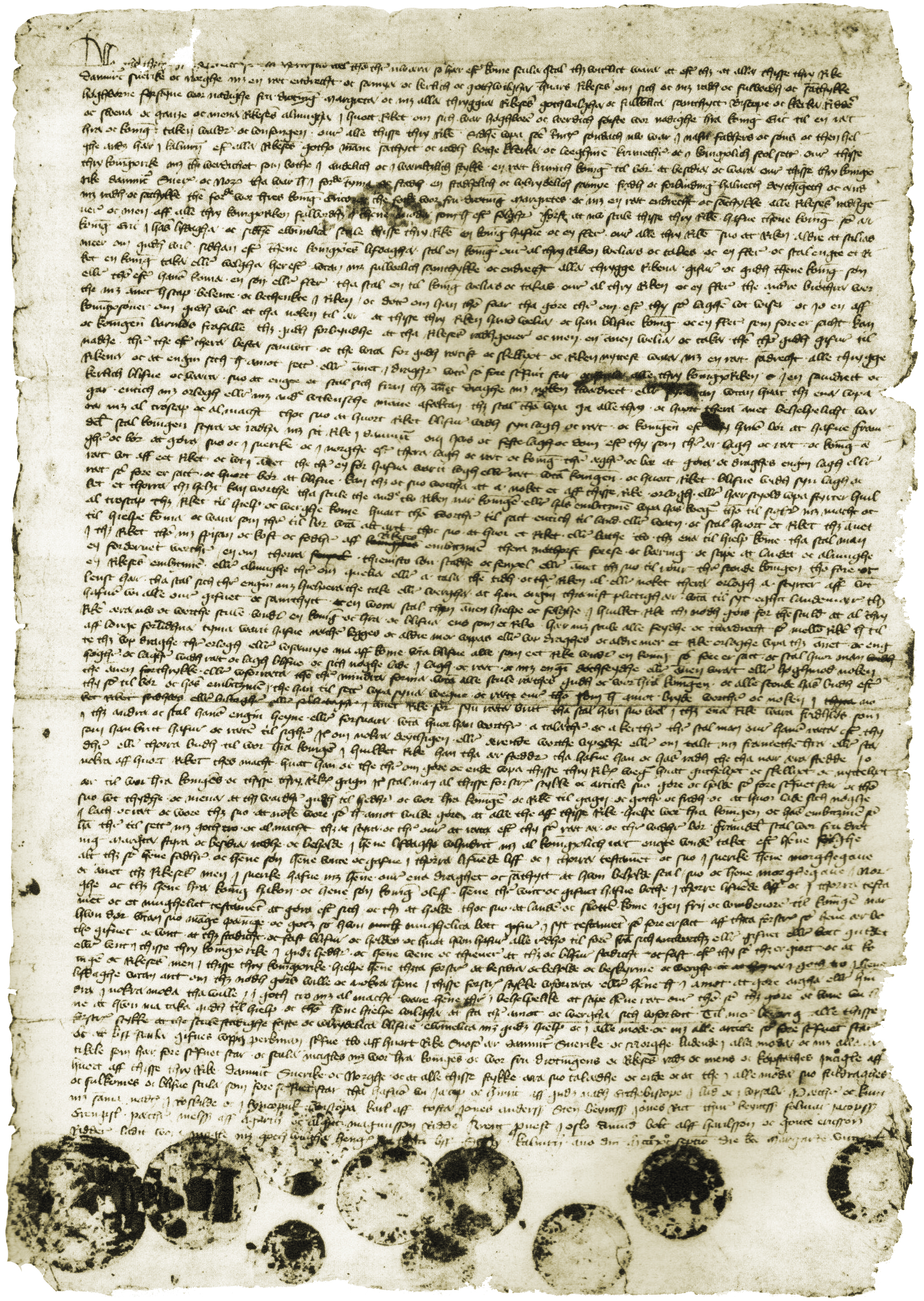
Carta que estabeleceu a União de Kalmar, a qual unificou os três reinos da Dinamarca, Noruega e Suécia, em 1397

A convergência das vontades das Partes é essencial à existência do tratado (da mesma forma que para um contrato em direito civil ou comercial). A vontade das Partes deve ser expressa de maneira formal, motivo pelo qual é obrigatória a forma escrita.
Também essenciais à conformação do tratado são os efeitos jurídicos que as Partes desejam produzir com a sua celebração. O tratado só é tratado se gerar direitos e obrigações para as Partes Contratantes, no que os juristas chamam de animus contrahendi, a vontade de obrigar-se ou de vincular-se.
Evidentemente, a vontade das Partes deve estar livre de qualquer vício, como o erro, o dolo e a coação. Qualquer destes vícios pode ser invocado como causa de nulidade de um tratado.
A CVDT só reconhece o erro de fato, não o de direito, como passível de anular um tratado.
O dolo, ocorrido quando um Estado é levado a concluir um tratado mediante fraude, engano, pode ser alegado para invalidar o tratado.
É nulo o tratado obtido por coação (pela força ou ameaça de uso da força) do representante do Estado ou do próprio Estado.

### Objeto lícito e possível
Como qualquer outro ato jurídico, o objeto do tratado deve ser lícito e possível, sem o que o tratado é considerado nulo.
Com relação à licitude do objeto, considera-se nulo o tratado cujo objeto conflite com uma regra imperativa de direito internacional geral, isto é, “uma norma aceita e reconhecida pela comunidade internacional dos Estados como um todo, como norma da qual nenhuma derrogação é permitida e que só pode ser modificada por norma ulterior de Direito Internacional geral da mesma natureza”. São poucas as regras imperativas dessa natureza, mas costuma-se citar como exemplo a Carta das Nações Unidas (1945).

## Classificação

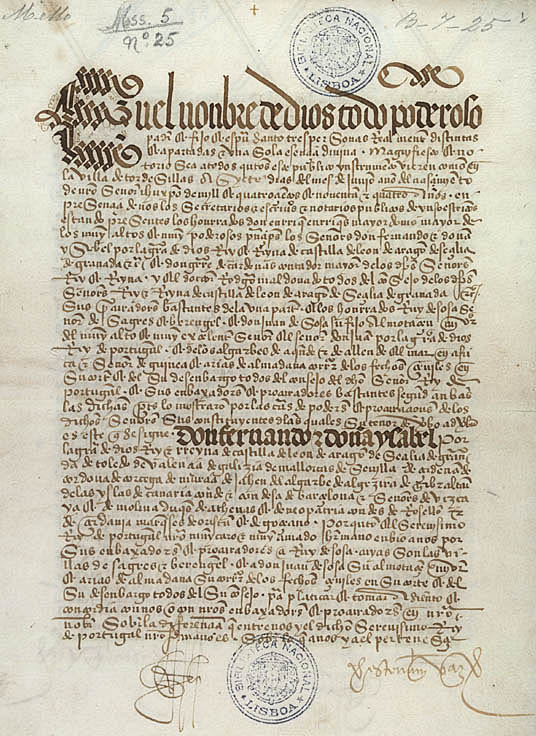
Um exemplo de tratado bilateral, o Tratado de Tordesilhas, celebrado em 1494 entre Portugal e Espanha, dividiu o mundo entre os dois signatários (foto de uma das páginas do original do tratado)

Há diversos sistemas de classificação dos tratados, em geral matéria mais útil ao ensino jurídico do que à prática. Uma classificação possível é oferecida a seguir:

### Quanto ao número de partes
Os tratados podem ser bilaterais (duas Partes) ou multilaterais (mais de duas Partes). Alguns juristas distinguem, ainda, os tratados plurilaterais (mais de duas Partes), reservando o termo “multilateral” ao tratado com grande número de Partes.

### Quanto à natureza do objeto
Alguns juristas classificam os tratados em normativos e contratuais, segundo produzam norma de conduta para as Partes (“tratado-lei”) ou apenas resultem num negócio jurídico (“tratados-contrato”). Outros negam validade a este tipo de distinção.

### Quanto ao procedimento
Os juristas distinguem os tratados em sentido estrito dos acordos em forma simplificada. Aqueles apresentam mais de uma fase entre a assinatura e a ratificação; estes têm apenas uma fase – a assinatura já torna o tratado obrigatório.
O acordo em forma simplificada não se confunde, necessariamente, com o chamado acordo executivo. Este último existe em certos países cujas ordens constitucionais outorgam ao Poder Executivo a autorização para celebrar - e vincular-se a - tratados sobre determinados assuntos sem necessidade de consulta ao Legislativo. Um mesmo tratado pode ser considerado por uma das Partes como um acordo executivo (i.e., sem necessidade de submetê-lo ao Legislativo daquele país) e pela outra como um acordo stricto sensu (sua ordem constitucional exige a apreciação legislativa prévia à ratificação).
Um tratado em forma simplificada pode não ser acordo executivo - por hipótese, certo país obtém a aprovação legislativa e, depois, procede à assinatura do tratado, declarando-a vinculante para si próprio. Há, ali, apenas uma fase entre a assinatura e a vinculação jurídica, razão pela qual o tratado é de forma simplificada, mesmo que tenha ocorrido a apreciação legislativa.

## Efeitos jurídicos
Se devidamente celebrado e ratificado, o tratado gera direitos e obrigações para as Partes Contratantes, no plano internacional. Ou seja, a partir da ratificação, o tratado é obrigatório para as Partes. Em alguns países, o seu direito constitucional exige ainda um passo adicional para que os termos do tratado sejam aplicáveis pelos órgãos internos do Estado: a promulgação.
Como regra geral, o tratado não pode aplicar-se a Estados que dele não fazem parte: pacta tertiis nec nocent nec prosunt.

## Fases da celebração

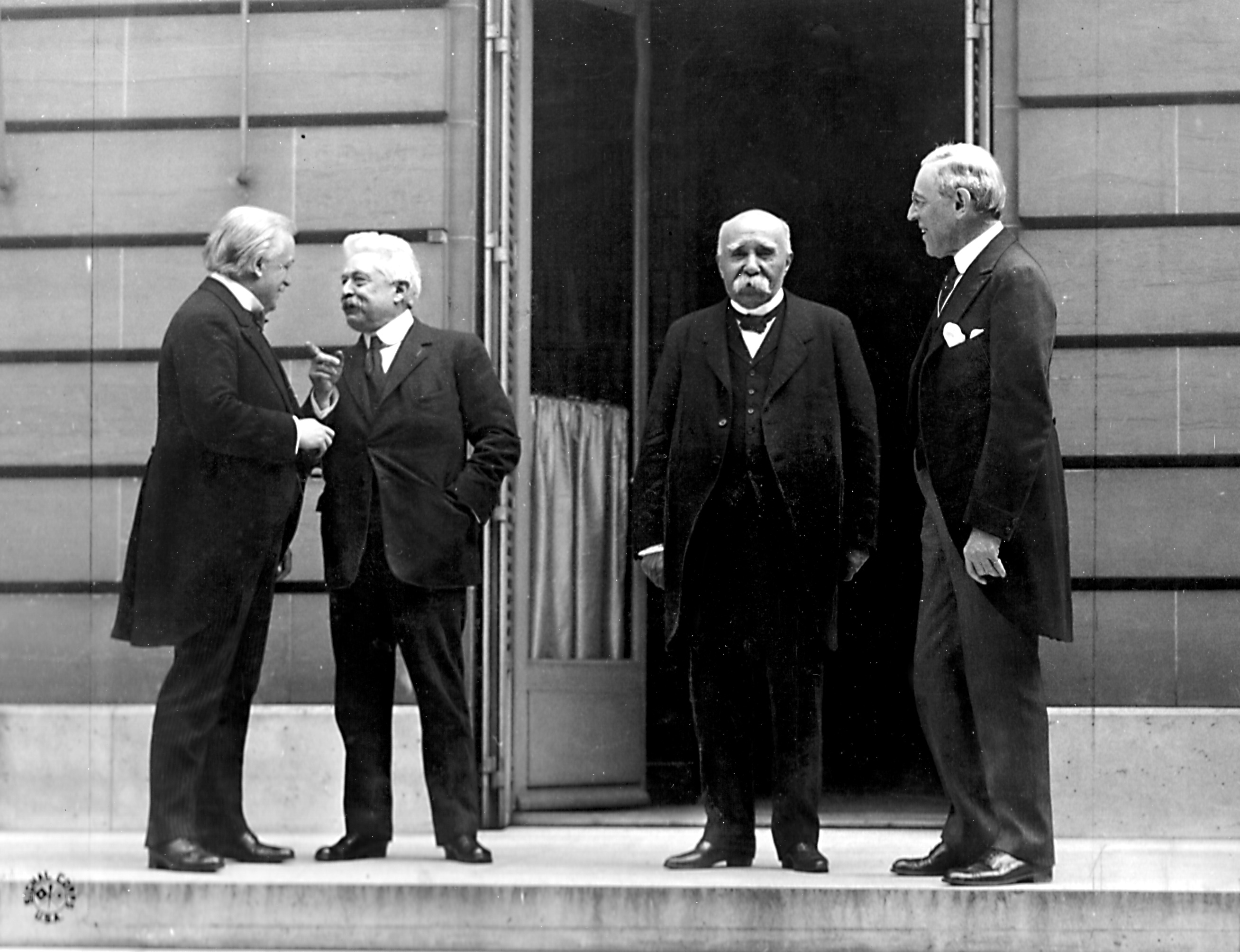
Lloyd George, Vittorio Emanuele Orlando, Georges Clemenceau e Woodrow Wilson, numa pausa das negociações durante a Conferência de Paz de Paris (1919-1920), que resultou, dentre outros, no Tratado de Versalhes

Os juristas usualmente identificam as seguintes fases para a conclusão de um tratado internacional:
- negociação;
- assinatura;
- procedimento interno, se cabível;
- ratificação;
- promulgação;
- publicação; e
- registro.

### Negociação
É a primeira fase do processo de conclusão de um tratado, da competência exclusiva do Poder Executivo. Ao término desta fase, existe um texto escrito que é consensual e que pode ser rubricado pelos negociadores. A rubrica não é assinatura, mas apenas autentica o texto negociado.
Nesta fase inicial, as Partes procuram elaborar o texto convencional, por meio de propostas de redação.

### Assinatura

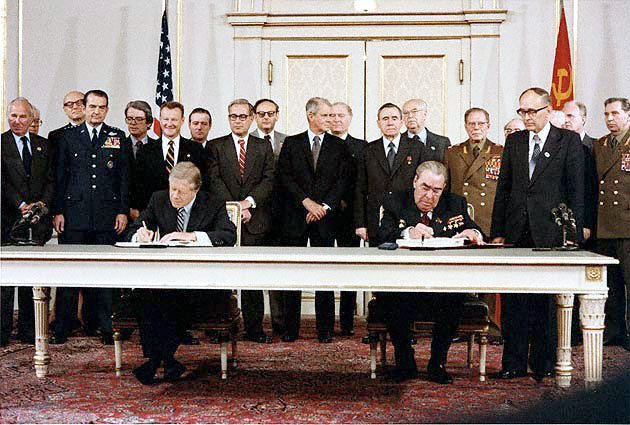
O Presidente Jimmy Carter, dos Estados Unidos, e o Secretário-Geral Leonid Brezhnev, da URSS, firmam o SALT-II (Acordo sobre Redução de Armas Estratégicas), em 18 de junho de 1979, em Viena

A assinatura é um ato que autentica o texto do tratado mas não o torna imediatamente obrigatório para as Partes. A assinatura faz-se, via de regra, sob reserva de ratificação, i.e., é necessário um ato adicional e posterior (usualmente chamado “ratificação”) que comunique a vinculação do Estado aos termos do tratado. A critério da Parte Contratante, a sua assinatura pode desde já vinculá-la juridicamente (sempre que o seu direito constitucional o permitir). A assinatura marca o início do prazo (se houver) para depósito dos instrumentos de ratificação.
Assina o tratado, em nome do Estado que representa, o agente que estiver munido de plenos poderes (ou quer deles estiver dispensado – V. Habilitação dos agentes signatários, acima). A competência para conceder os plenos poderes costuma ser do Poder Executivo.
Há uma obrigação particular que decorre da assinatura do tratado, mesmo que ainda não tenha ocorrido a ratificação e a entrada em vigor. Trata-se da obrigação de não frustrar o objeto e finalidade de um tratado antes de sua entrada em vigor.

### Procedimento interno

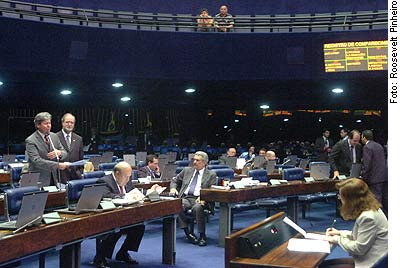
Senado brasileiro aprova tratados em 12 de julho de 2006. Foto: Agência Senado

A assinatura sob reserva de ratificação (a mais comum) permite o início do procedimento interno de aprovação do tratado. É a fase na qual os órgãos internos do Estado apreciam o teor do tratado e o aprovam ou o rejeitam. Em determinados Estados, o seu direito constitucional exige que o tratado seja submetido à apreciação do Poder Legislativo (Congresso, Parlamento, Senado, etc.); em outros, não há este tipo de exigência e o Poder Executivo é livre para ratificar o tratado quando lhe convier; em outros Estados, ainda, a necessidade de aprovação legislativa existe para alguns tipos de tratado, e não para outros.
Em geral, o Poder Executivo detém a prerrogativa de decidir quando enviar o tratado para apreciação legislativa. Ou seja, o envio ao Poder Legislativo não é automático – o Executivo pode decidir-se por não o enviar; neste caso o tratado não entra em vigor para aquele Estado.
Se o direito constitucional do Estado exigir a aprovação legislativa, a rejeição do tratado pelo Legislativo inviabiliza a sua ratificação e consequente entrada em vigor para aquele Estado.
Em tese, é possível que o direito constitucional de algum Estado exija que o tratado seja aprovado por um órgão interno que não o Legislativo: um partido político, ou o gabinete de Ministros, por exemplo.

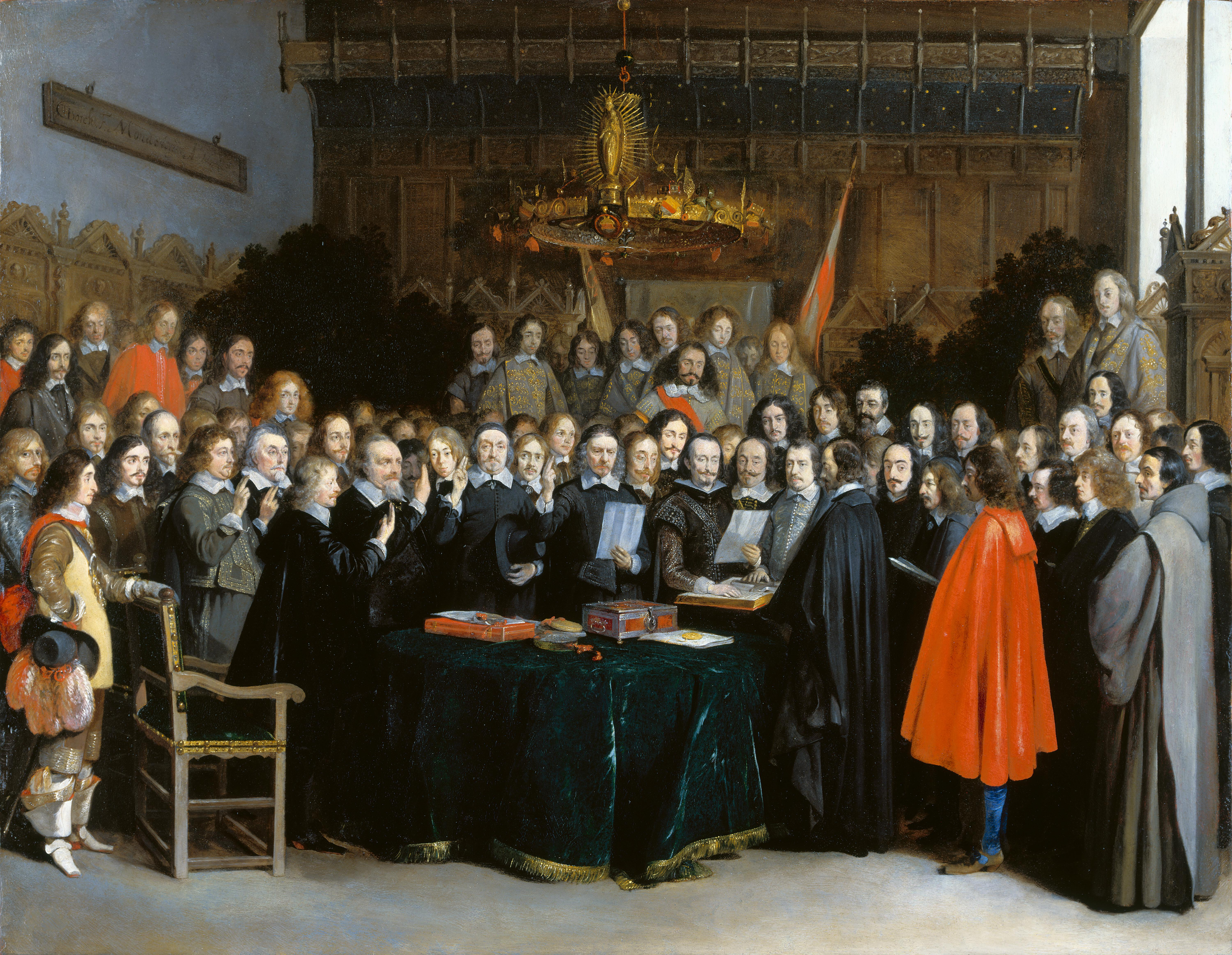
Ratificação do Tratado de Münster (1648), um dos componentes da Paz de Vestfália, que inaugurou o moderno sistema internacional, ao acatar princípios como a soberania estatal e o Estado-nação. Quadro de Gerard Terborch

### Ratificação
A ratificação é o ato pelo qual uma Parte Contratante informa à(s) outra(s) que se considera doravante obrigada aos termos do tratado no plano internacional. Pode ocorrer que o tratado não entre em vigor neste momento, caso o seu texto estipule uma condição adicional para tanto (número mínimo de ratificações, para um tratado multilateral; ou um prazo após a entrega do segundo instrumento de ratificação, para um tratado bilateral).
A ratificação é um ato discricionário, isto é, a Parte Contratante decide livremente sobre a sua conveniência e oportunidade. No plano interno dos Estados, costuma ser ato (também discricionário) do Poder Executivo. Uma vez concluídos os procedimentos internos (ver acima), o Executivo costuma ter a prerrogativa de decidir quando ratificar o tratado e o fará se assim o desejar.
No caso dos tratados bilaterais, as Partes Contratantes trocam os respectivos instrumentos de ratificação; no caso dos tratados multilaterais, os instrumentos de ratificação são depositados junto a uma das Partes ou a uma organização internacional para tanto designada.
Alternativamente, é comum que, em vez da troca formal de instrumentos, as Partes se notifiquem reciprocamente da conclusão do processo interno de aprovação do texto convencional.

### Promulgação e publicação
O direito constitucional de alguns Estados exige, ainda, para que o tratado seja obrigatório para os seus órgãos internos, a promulgação. Esta é o ato jurídico, de natureza interna, pelo qual o governo de um Estado atesta a existência de um tratado devidamente ratificado e ordena a sua execução no seu território. A partir de então, o tratado é obrigatório também no plano interno.
Cabe ressaltar a diferença, em termos práticos, entre os efeitos da ratificação e os da promulgação. Se um Estado ratifica um tratado mas não o promulga (e o seu direito constitucional exige a promulgação), o texto convencional lhe é obrigatório no plano internacional mas não no plano interno. Neste caso, o Estado em questão pode ver-se na posição de ser cobrado nas suas obrigações convencionais pelas demais Partes Contratantes, mas acontecer de um de seus órgãos internos recusar-se a aplicá-las por falta de promulgação. Nasce, então, uma situação de responsabilidade internacional da parte do Estado faltoso.
Já a publicação em jornal oficial é pré-requisito para a aplicação do tratado pelos órgãos internos do Estado e é adotada por todos os países, com ligeiras diferenças de procedimento entre si.

### Registro
A Carta das Nações Unidas (1945) estabelece que todos os tratados devem ser registrados no Secretariado da ONU. Os tratados não registrados não podem ser invocados perante órgão da ONU. O registro advém do princípio que condena a diplomacia secreta.
Outras organizações internacionais também podem exigir o registro de tratados sobre certos assuntos, como no caso da Organização de Aviação Civil Internacional e da Agência Internacional de Energia Atômica.

## Reservas

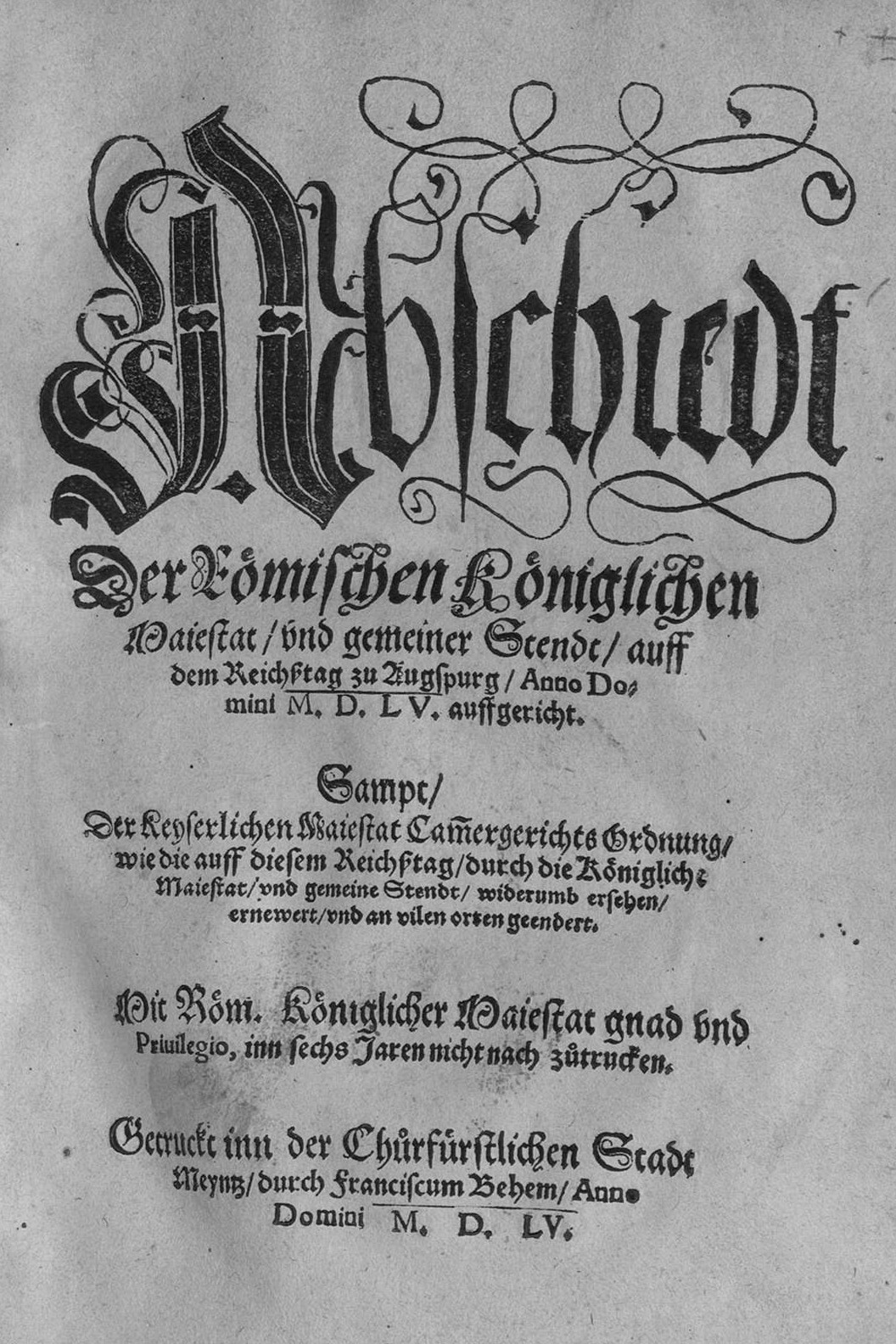
A primeira página do documento que estabeleceu a Paz de Augsburgo, que pacificou as tensões entre católicos e luteranos na Alemanha, em 1555

A reserva é uma declaração unilateral da Parte Contratante, expressa no momento do consentimento, com o objetivo de excluir ou modificar o efeito jurídico de uma ou mais disposições do tratado em relação àquela Parte Contratante. Em outras palavras, a Parte, ao assinar ou ao ratificar o tratado, pode informar às demais Partes que:
- não se considera vinculada a uma ou mais disposições, e/ou
- considera que certas disposições lhe são aplicáveis de uma maneira específica, explicada no momento da reserva.

A reserva é consequência de pequenos desacordos sobre o texto do tratado que não ameaçam o espírito deste; neste caso, por vezes, para a Parte é mais vantajoso acatar o texto como está e fazer uma reserva a uma disposição que lhe desagrade do que rejeitar o tratado inteiro. Em geral, a reserva é cabível em tratados plurilaterais ou multilaterais, não bilaterais. Nos acordos bilaterais, a falta do consenso completo inviabiliza o texto.
Caso uma Parte discorde das reservas apresentadas por outra Parte, a primeira pode oferecer uma objeção. Neste caso, compete à primeira indicar se considera o tratado em vigor entre si mesma e a segunda Parte.
É lícito que o tratado proíba, limite ou condicione o oferecimento de reservas ao seu texto.

## Extinção
Os tratados extinguem-se por:
- vontade das Partes ou ab-rogação: exige, em princípio, a vontade comum de todas as Partes Contratantes naquele momento vinculadas aos termos do tratado (a não ser que o tratado contenha previsão de ab-rogação por maioria).
- tratado superveniente sobre o mesmo assunto e que reúna todas as Partes do tratado anterior.
- superveniência de "norma imperativa de direito internacional geral (jus cogens)": caso disciplinado na CVDT, art. 64.
- vontade unilateral ou denúncia.

### Denúncia

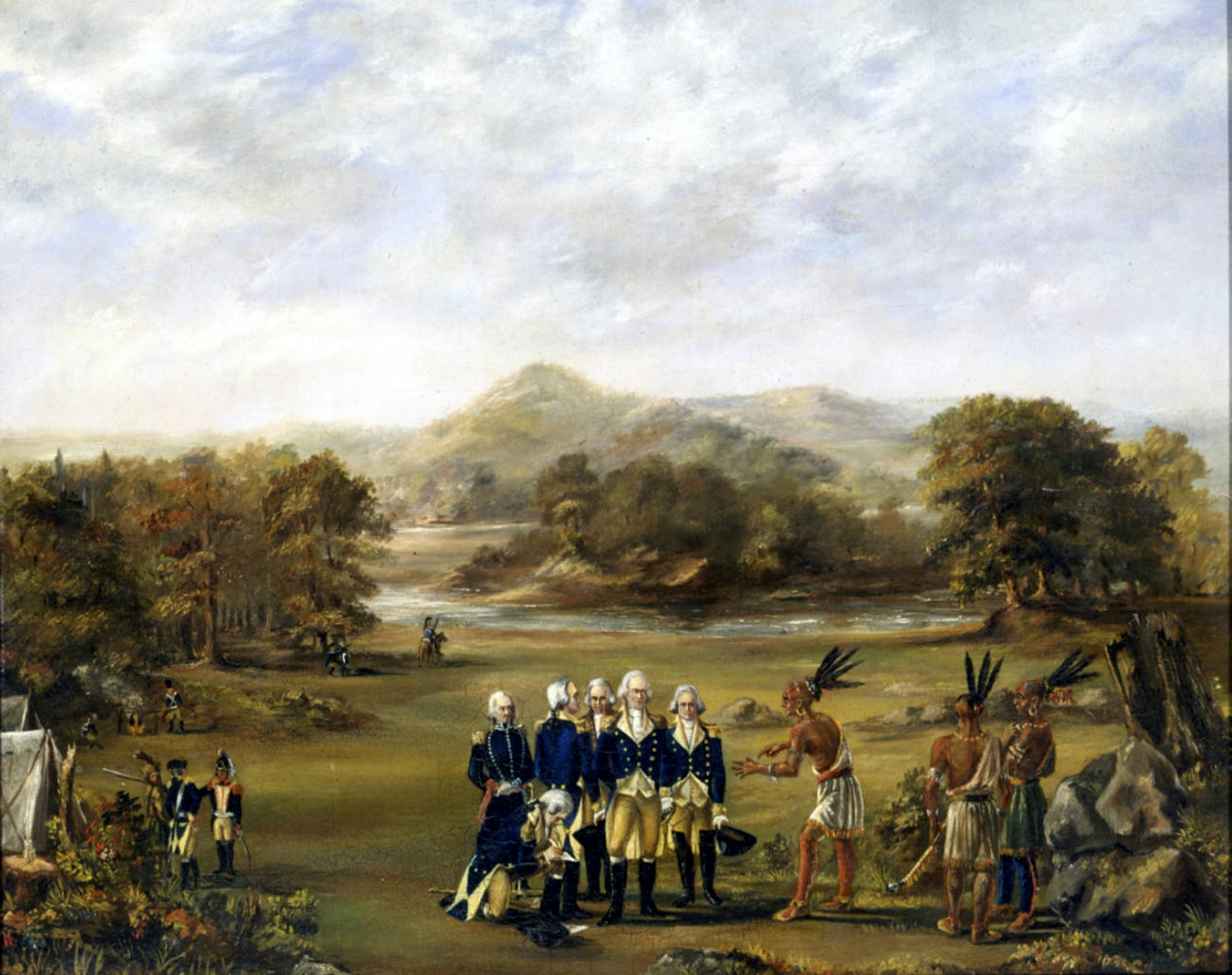
Ilustração do Tratado de Greenville, o qual pôs fim à guerra entre as tropas do governo do presidente George Washington e os nativos americanos nos Estados Unidos, em 1795

A denúncia é o ato unilateral pelo qual uma Parte Contratante manifesta a sua vontade de deixar de ser Parte no tratado. A rigor, a denúncia pode não extinguir o tratado, pois a saída de apenas uma Parte não afeta um tratado que tenha, originalmente, mais de duas Partes. Já a denúncia a um tratado bilateral necessariamente o extingue.
Caso um tratado contenha disposições processuais acerca da denúncia, basta à Parte Contratante segui-las para desobrigar-se do texto convencional. Mesmo que o tratado nada diga a respeito, é lícito à Parte denunciá-lo, cabendo discutir apenas se existiria um prazo (pré-aviso ou notice em inglês) entre a denúncia e os seus efeitos (a desvinculação, para a Parte, dos efeitos jurídicos do tratado). Se o próprio tratado não contiver regra sobre o pré-aviso, vale a da CVDT (doze meses entre a denúncia e seu efeito); neste caso, se a Parte que denuncia não é membro da CVDT, a denúncia tem efeito imediato.
Não é lícito denunciar um tratado que contenha cláusula temporal (que proíbe a denúncia por certo período de tempo) nem o que fixa fronteiras e limites entre Estados (o que alguns juristas chamam de "situações jurídicas estáticas").